# Říčany
Říčany là một thị trấn thuộc huyện Praha-východ, vùng Středočeský, Cộng hòa Séc.